# Philip Hwang
Philip Hwang, född 1950 i Mullsjö, är en svensk psykolog. Han är professor i tillämpad psykologi vid Göteborgs universitet. Han är son till Hwang Tsu-yü och bror till Stephen Hwang.